# Thyrosticta dilata
Thyrosticta dilata är en fjärilsart som beskrevs av Griveaud 1964. Thyrosticta dilata ingår i släktet Thyrosticta och familjen björnspinnare. Inga underarter finns listade i Catalogue of Life.